# Bride for Sale
Bride for Sale (bra: Do Amor... Só o Dinheiro ou Noiva à Venda) é um filme estadunidense de 1949, do gênero comédia romântica, dirigido por William D. Russell, e estrelado por Claudette Colbert, Robert Young e George Brent. O roteiro de Bruce Manning e Islin Auster foi baseado em uma história original de Joseph Fields e Frederick Kohner.
A trama retrata a história de uma especialista em impostos que acredita ser capaz de encontrar um marido adequado ao analisar os documentos fiscais de seus clientes.

## Sinopse
Nora Shelley (Claudette Colbert) atua como especialista em impostos na empresa de contabilidade liderada por Paul Martin (George Brent). Convencida de que pode encontrar um marido adequado ao examinar os documentos fiscais dos clientes, ela se vê em apuros quando Martin descobre sua abordagem. Ele tenta dissuadi-la dessa tática e, mais tarde, pede a ajuda de seu amigo Steve Adams (Robert Young), que tenta conquistar o coração de Shelley.

## Elenco
- Claudette Colbert como Nora Shelley
- Robert Young como Steve Adams
- George Brent como Paul Martin
- Max Baer, Jr. como Litka
- Gus Schilling como Timothy
- Charles Arnt como Dobbs
- Mary Bear como Srta. Stone
- Ann Tyrrell como Srta. Swanson
- Paul Maxey como Nobre
- Burk Symon como Setley

## Produção
O título de produção do filme foi "Love is a Big Business". Dick Powell foi originalmente escalado para estrelar a produção ao lado de Claudette Colbert, mas foi substituído antes do início das filmagens.

## Adaptação para a rádio
Em 5 de junho de 1950, o filme foi apresentado em uma transmissão de uma hora do Lux Radio Theatre, com Claudette Colbert e Robert Young reprisando seus papéis.